# Funnymals
Funnymals is een komisch programma op VTM waarin filmpjes met dieren op een grappige manier worden ingesproken door Chris Van den Durpel en Guga Baúl. Het programma is van maandag tot en met zaterdag te zien. De eerste aflevering werd uitgezonden op maandag 26 augustus 2013 en de laatste uitzending van het eerste seizoen was te zien op 16 november 2013.
Het programma vertoont grote gelijkenissen met het Nederlandse televisieprogramma Animal Crackers van André van Duin.

## Afleveringen
Van maandag tot en met vrijdag worden de afleveringen uitgezonden van 19u45 tot 19u55, op zaterdag van 19u45 tot 20u20. Op zaterdag zijn er nieuwe fragmenten te zien: er wordt namelijk een blik achter de schermen genomen van hoe het programma ingesproken wordt en tevens is er ook een compilatie van de afleveringen tijdens de week te zien. Chris Van den Durpel en Guga Baúl zijn de vaste stemacteurs. Hiernaast zijn er voor de vrouwenstemmen nevenrollen aangeduid als "stemactrice van de week".
Het eerste seizoen liep van 26 augustus 2013 tot en met 16 november 2013.

## Rolverdeling

### Hoofdrol
- Chris Van den Durpel (stemacteur)
- Guga Baúl (stemacteur)
- Johan Terryn (vragensteller, verteller, commentator)

### Stemactrice van de week

#### Seizoen 1
| - Tine Embrechts (week 1) - Clara Cleymans (week 2) - An Lemmens (week 3) - Evi Hanssen (week 4) | - Karlijn Sileghem (week 5) - Barbara Sarafian (week 6) - Nele Goossens (week 7) - Tania Kloek (week 8) | - Kristel Verbeke (week 9) - Hilde De Baerdemaeker (week 10) - Loes Van den Heuvel (week 11) - Joyce Beullens (week 12) |